# Calamagrostis cainii
Calamagrostis cainii är en gräsart som beskrevs av Albert Spear Hitchcock. Calamagrostis cainii ingår i släktet rör, och familjen gräs. Inga underarter finns listade i Catalogue of Life.